# جيمي غاردنر (ممثل)
جيمي غاردنر (بالإنجليزية: Jimmy Gardner)‏ هو ممثل بريطاني (وحمل سابقاً جنسية المملكة المتحدة لبريطانيا العظمى وأيرلندا)، ولد في 24 أغسطس 1924 في المملكة المتحدة، وتوفي في 3 مايو 2010 بلندن في المملكة المتحدة. من الجوائز التي نالها الميدالية المتميزة للطيران ‏.

## أعمال

### أفلام
- (2004) العثور على أرض الخلود[4]
- (2004) هاري بوتر وسجين أزكابان

## جوائز
- الميدالية المتميزة للطيران [الإنجليزية]‏

## وصلات خارجية
- جيمي غاردنر على موقع IMDb (الإنجليزية)
- جيمي غاردنر على موقع ألو سيني (الفرنسية)
- جيمي غاردنر على موقع أول موفي (الإنجليزية)
- جيمي غاردنر على موقع قاعدة بيانات برودواي على الإنترنت (الإنجليزية)
- جيمي غاردنر على موقع قاعدة بيانات الأفلام السويدية (السويدية)
- جيمي غاردنر على موقع قاعدة بيانات الفيلم (الإنجليزية)
- جيمي غاردنر على موقع كينوبويسك (الروسية)